# 真野しずく
真野 しずく（まの しずく、1996年11月13日 - ）は、日本のグラビアアイドル。
愛知県出身。バーサス・プロダクション所属。

## 経歴
2007年、雑誌『Sho→Boh学園』（ショーボー）にて10歳でデビュー。同年6月に心交社より、1stDVD「ひかりのしずく」（心交社） と1st写真集「PureDrop」（心交社）を発売。
2008年4月からは『Sho→Boh学園ショーボー』の児童会長に就任、連載コーナーをもっている。
同事務所の立花風香とアイドルユニット「しず風」としても活動している。また4歳離れた姉の真野こころもジュニアアイドルである。
2014年5月発売のDVD『ずっとずっく』の発売を最後にグラビア活動は停止している。

## 出演

### 雑誌
- Sho→Boh学園（ショーボー） （2007年 - 2009年）
- Chu→Boh学園（チューボー） （2009年 - ）

## 作品

### DVD
- ひかりのしずく（心交社、2007年6月）[2]
- Sugar Drop（イメージクリエーター、2007年12月）[3][4]
- ペアDVD「まの姉妹」（海王社、2008年2月）姉、真野こころとのペアDVD
- 風のしずく（イメージクリエーター、2008年5月）
- しずくづくし（海王社、2008年9月）
- ペアDVD「しず風 1st」（海王社、2009年1月）立花風香とのペアDVD[5]
- 旅立ちの瞬間（イメージクリエーター、2009年3月）
- しずくずっくこんにちは！（海王社、2009年6月）[6]
- ペアDVD「しず風 2nd」（海王社、2009年10月）立花風香とのペアDVD第2弾[7]
- おもいで（イメージクリエーター、2010年1月）
- ずっくのひみつ（日本メディアサプライ、2010年5月）
- Teen Spirit（イメージクリエーター、2010年8月）
- すくすくずっく（EIC-BOOK、2010年11月）[8]
- しずくと風香（イメージクリエイター、2011年2月）立花風香とのペアDVD第3弾
- Drop Shot（イメージクリエーター、2011年4月）
- ないしょのずっく（EIC-BOOK、2011年8月）[9]
- たいようのしずく（エスデジタル、2011年12月）[10]
- はばたけっ! ずっくの未来へ（EIC-BOOK、2012年3月）[11]
- Koh→Boh「ほんとのずっく」（EIC-BOOK、2012年10月）
- ずっとずっく （EIC-BOOK、2014年5月）

## 書籍

### 写真集
- PureDrop（心交社、2007年6月）
- 虹のしずく（イメージクリエーター、2007年12月）
- Honey Drop（イメージクリエーター、2008年5月、撮影：荒木秀明）
- 卒業（イメージクリエーター、2009年3月、撮影：荒木秀明）
- 中学一年生（イメージクリエーター、2010年1月、撮影：荒木秀明）
- しずく色（イメージクリエイター、2010年7月、撮影：荒木秀明） ISBN 978-4778109936
- しずく主義（イメージクリエイター、2011年4月、撮影：荒木秀明） ISBN 9784-77811124-3
- 君に、ひとめぼれ。（海王社、2011年10月、撮影：青山裕企、DVD付き） ISBN 9784-796401982 他：森下真依、相川聖奈、西永彩奈、飯田ゆか
- Chu→Boh学園同級生Special（2011年12月、海王社） 共演：相川聖奈 ISBN 978-4796460422